# Veloropsis
Veloropsis is een kevergeslacht uit de familie van de boktorren (Cerambycidae). De wetenschappelijke naam van het geslacht werd voor het eerst geldig gepubliceerd in 1969 door Breuning.

## Soorten
Veloropsis is monotypisch en omvat slechts de volgende soort:
- Veloropsis rufoflava Breuning, 1969